# Skara–Lundsbrunns Järnvägar
Skara-Lundsbrunns Järnvägar (SkLJ) är en 12 kilometer lång smalspårig, 891 mm, museijärnväg i Västergötland som drivs av en ideell förening.  

## Historia
Sträckan Skara–Lundsbrunn var en del av Skara–Kinnekulle–Vänerns Järnväg (SKWJ) som öppnade för trafik 1887 och köptes av Västergötland–Göteborgs Järnvägar (VGJ) 1904. VGJ:s smalspåriga huvudlinge mellan Göteborg och Gårdsjö blev kända som Västgötabanan. VGJ köptes av staten 1948 och införlivades i dåvarande Statens Järnvägar (SJ).

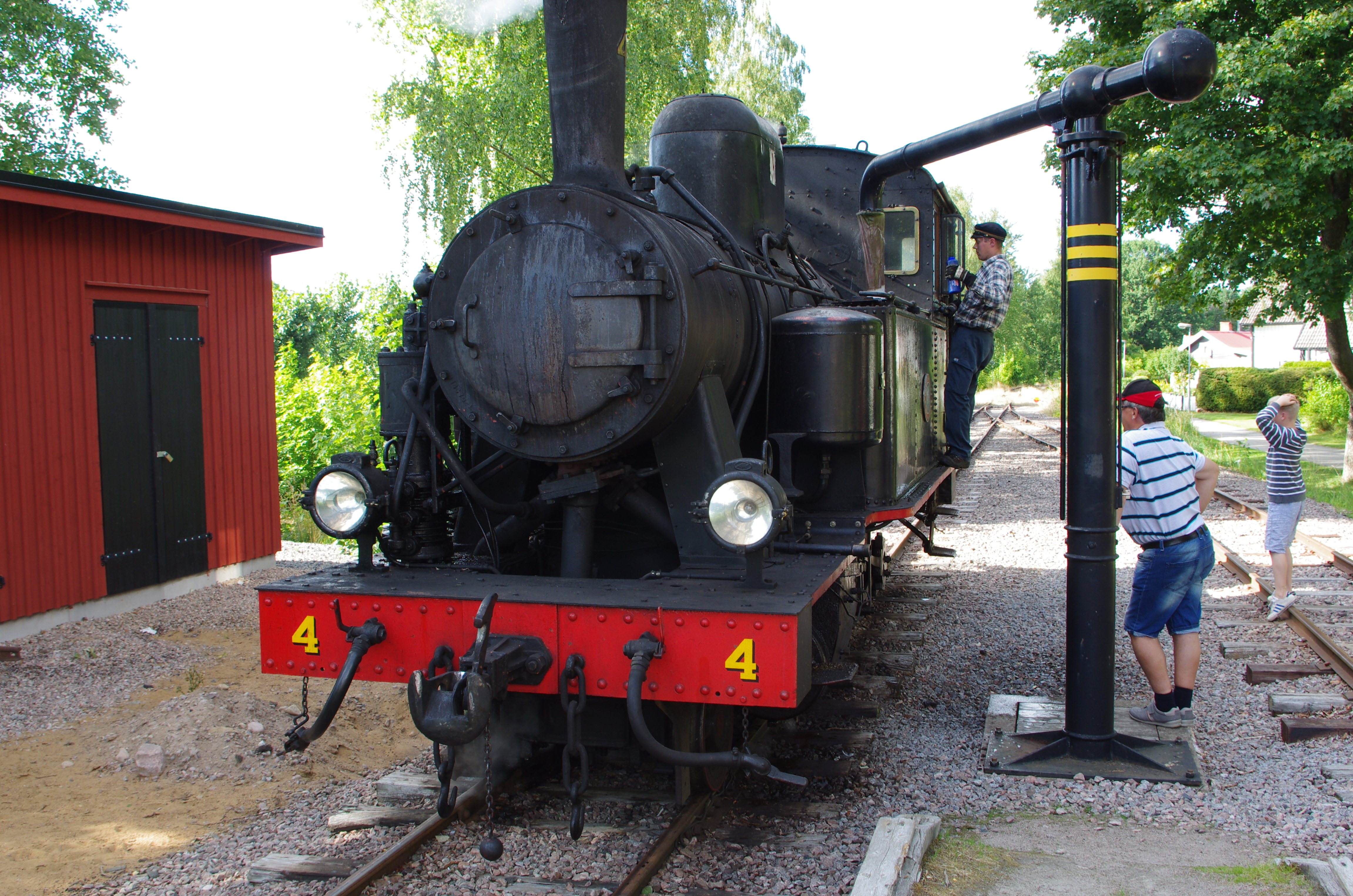
Ånglok VGJ 4 på museijärnvägen Skara-Lundsbrunn. Påfyllning av vatten.

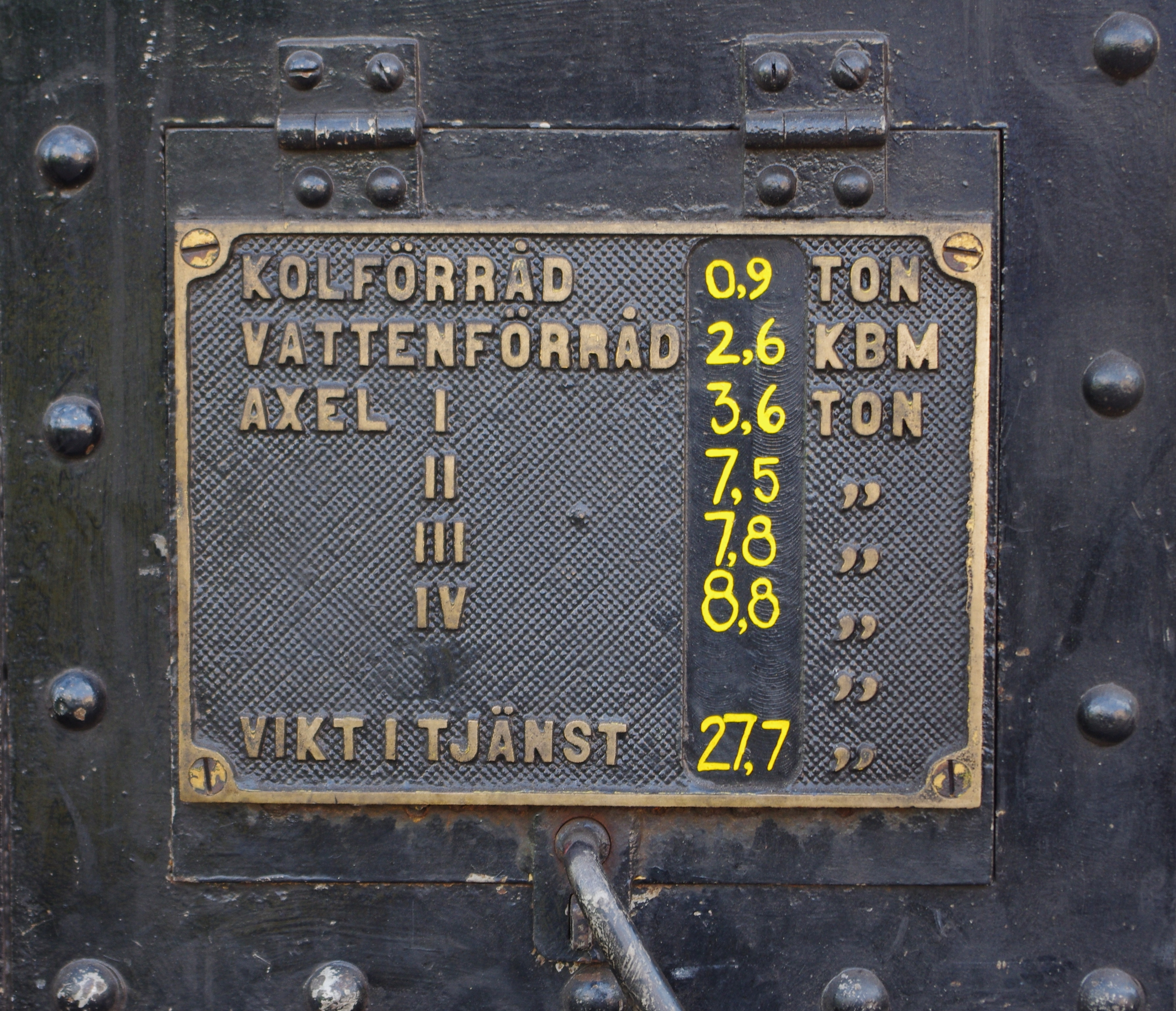
Lokets data

Sedan VGJ:s lok nr. 29 hade återfunnits i Verkebäck utanför Västervik startades en kampanj för att få tillbaka loket till Skara som hade varit en järnvägsknutpunkt med järnvägslinjer i fem riktningar. Skara stad beslutade att förvärva loket om en förening bildades för att ansvara för underhållet. Föreningen "29:an" bildades för detta ändamål och VGJ 29 återkom till Skara i januari 1967. 
VGJ 29 var från början tänkt att placeras som ett monument över Skaras järnvägsepok, men entusiasterna i den nybildade föreningen hade högre ambitioner än så. Redan innan VGJ 29 var renoverad arrangerades det trafik i Skara med historiskt järnvägsmaterial i samband med bland annat Ostmässan i Skara. När SJ lade ner den sista godstrafiken i Skara 1984 blev det kritiskt då VGJ-banan skulle rivas. Föreningen lyckades överta sträckan Skara-Lundsbrunn från staten och det var början till museijärnvägen.
En anlagd brand 2008 förstörde en av de äldsta motorvagnarna av typen DEVA och andra fordon.

## Nutid
Samlingarna har utökats efter det första loket och består av ytterligare ett ånglok VGJ 4 i drift. Det finns diesellok, rälsbussar, personvagnar och godsvagnar som används i trafiken eller är uppställda vid Skara Järnvägsmuseum i det gamla rundlokstallet. Föreningen Skara-Lundsbrunns Järnvägars trafikerar sträckan Skara–Lundsbrunn under juni-september.